# Ruprecht av Pfalz-Veldenz
Ruprecht av Pfalz-Veldenz, född 1506, död 26 juli 1544, son till Alexander av Pfalz-Zweibrücken och Margareta av Hohenlohe-Neuenstein.
Gift med Ursula zu Salm-Kyrburg.
Barn:
1. Anna av Pfalz-Veldenz, 1540-1586, gift med Karl II, markgreve av Baden-Durlach.
2. Georg Johan I av Pfalz-Veldenz, 1545-1592, gift med Anna Maria Vasa (dotter till Gustav Vasa).